# Unus mundus

Unus mundus, du latin « Monde un », est une notion de psychologie analytique à caractère métaphysique qui renvoie à l'idée d'une réalité unifiée sous-jacente, de laquelle tout émerge et à laquelle tout retourne. Elle a été popularisée au XXe siècle par le psychiatre suisse Carl Gustav Jung. Ce terme apparaît pour la première fois avec Gérard Dorn, un étudiant de Paracelse au XVIe siècle.
Les concepts jungiens d'archétype et de synchronicité sont liés à l’unus mundus. Les archétypes sont en effet des manifestations de l’unus mundus, et la synchronicité dépend de l'union de l'observateur et du phénomène via l’unus mundus.

## L'unus munduset l'inconscient chez Jung
C'est dans son Mysterium Conjunctionis de 1956 que Carl Gustav Jung avance pour la première fois l'idée d'un « monde un » fondamental mais non sensible.
« Il ne fait pas de doute que l'idée d'un "monde un" est fondée sur l'hypothèse que la multiplicité du monde empirique repose sur la base d'une unité de ce même monde […]. Tout ce qui est séparé et distinct appartient suivant cette conception à un seul et même monde qui, toutefois, n'est pas sensible, mais représente un postulat ».
Dans l'une de ses correspondances avec le physicien Wolfgang Pauli, Jung associe l'unus mundus à l'unité intérieure fondamentale de l'individu et du monde. Cette unité est pour lui plus profonde que la division apparente du monde en une myriade d'objets, et plus profonde encore que la division du sujet et de l'objet dans la conscience :
« Une fois que l'homme a réuni en lui les contraires, plus rien ne vient contrarier sa capacité à voir objectivement les deux aspects du monde [subjectif et objectif]. La division psychique intérieure est remplacée par une image du monde divisée, et cette seconde division est inéluctable car aucune connaissance consciente ne serait possible sans cette discrimination. Le monde n'est en fait pas divisé, car c'est un unus mundus que l'homme unifié a devant lui. Il lui faut cependant opérer une division au sein de ce monde unifié pour pouvoir le connaître, à condition de ne jamais oublier que ce qu'il est en train de diviser reste en fait toujours un monde unifié et que la division est une décision de la conscience ».
L'ordre indifférencié de l'unus mundus n'est autre, selon Jung, que l'inconscient radical, ou « inconscient archaïque », auquel il n'y a aucun accès conscient possible. On parle en ce sens de « coupure épistémique » pour désigner cette situation où l'esprit conscient ne peut se représenter sa propre origine, sa racine qui le relie au reste du monde.

## Les manifestations de l'unus mundus
Chez Jung, lorsque l'unus mundus est fractionné ou morcelé, des corrélations apparaissent entre les domaines qui en résultent. Ces corrélations sont en quelque sorte des vestiges de la totalité perdue par suite de ce morcellement. Elles se présentent sous les deux modes relationnels que sont :
1. la correspondance entre l'esprit et la matière, notamment entre l'esprit et le cerveau ou entre la matière et l'énergie
2. la synchronicité, ou « coïncidence significative », qui est une corrélation de type symbolique reliant un vécu subjectif à un élément perçu à l'extérieur.

La causalité, quant à elle, est la conséquence de la division apparente et illusoire de l'unus mundus en une multitude de phénomènes devenus distincts mais qui restent reliés ensemble.
Parce qu'elle implique l'idée d'une double manifestation, à la fois subjective et objective, la théorie de l'unus mundus est proche du monisme à double aspect qui s'est développé à la suite de Spinoza. Des versions du monisme à double aspect inspirées des sciences ont été formulées, discutées et développées dans la seconde moitié du XXe siècle, au moment même où Jung et le physicien Wolfgang Pauli collaboraient dans cette direction. Notamment, la théorie de l'ordre implicite, proposée à l'origine par le physicien David Bohm, suppose de considérer l'esprit et la matière (ou la dualité onde-corpuscule) comme la double manifestation dans l'ordre explicite d'une même réalité sous-jacente.